# Władysław Kosieradzki

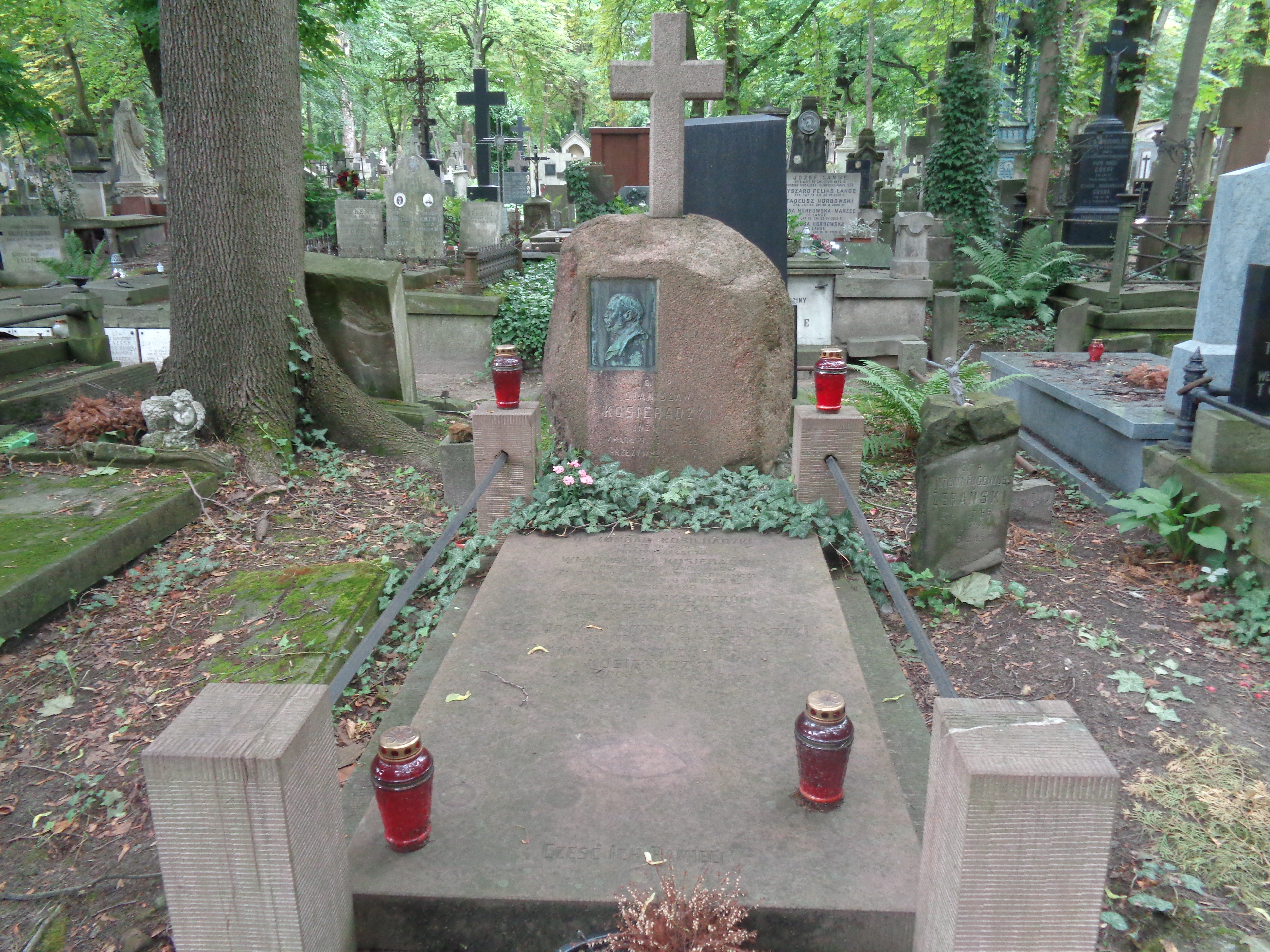
Nagrobek Władysława Kosieradzkiego na cmentarzu Powązkowskim w Warszawie

Władysław Kosieradzki (ur. 30 stycznia 1905 w Miechowie, zm. 6 sierpnia 1944 w Warszawie) – doktor praw Uniwersytetu Józefa Piłsudskiego w Warszawie, prawnik, ekonomista.

## Życiorys
Syn Konrada (zm. 1935) i Antoniny z Ankiewiczów (zm. 1965). Studiował prawo na Uniwersytecie J. Piłsudskiego w Warszawie, gdzie się doktoryzował. 
W 1934 był adwokatem w Warszawie oraz przewodniczył Międzyministerialnemu Komitetowi Prawnemu dla skodyfikowania ustawodawstwa oddłużenia rolnictwa. Był jednym z twórców koncepcji budowy Centralnego Okręgu Przemysłowego, wraz z bratem Pawłem Kosieradzkim i wicepremierem odpowiedzialnym za przemysł i gospodarkę Eugeniuszem Kwiatkowskim. Jego memoriał złożony jesienią 1936 roku uznano za najlepszy z serii opracowań na temat budowy okręgu. W oparciu o ten dokument w lutym 1937 roku plan COP został ostatecznie zatwierdzony. Uznanie materiału zostało poprzedzone zainicjowaną przez Władysława Kosieradzkiego a przeprowadzoną przez publicystę, Melchiora Wańkowicza, akcją propagandową. Wymieniona akcja uwypukliła rolę Eugeniusza Kwiatkowskiego, a braci Kosieradzkich, jako twórców COP, umieściła na dalszym planie. Była to jednak propaganda skuteczna, doprowadziła do zatwierdzenia realizacji planu.
Został rozstrzelany przez Niemców w czasie powstania warszawskiego przy ul. Służewskiej
Pochowany na cmentarzu Powązkowskim w Warszawie (kwatera 32 wprost-1-13).

## Ordery i odznaczenia
- Krzyż Oficerski Orderu Odrodzenia Polski (11 listopada 1934)[2]